# Paulinho Nogueira
Paulo Artur Mendes Pupo Nogueira, plus connu sous le nom de Paulinho Nogueira (né le 8 octobre 1929 à Campinas et mort le 2 août 2003 à São Paulo), est un auteur-compositeur-interprète et un guitariste brésilien.

## Biographie
Paulinho Nogueira est l'inventeur de la craviola, une guitare particulière avec douze cordes, construite par Giannini, une entreprise brésilienne. Jimmy Page l'utilise pour enregistrement de Stairway to Heaven. Son répertoire était éclectique, de Bach à la bossa nova. Il fut notamment le maître de Toquinho.

## Discographie
- 1959 - A voz do violão (Columbia LP)
- 1960 - Brasil, violão e sambalanço  (RGE LP)
- 1961 - Menino desce daí/Tema do boneco de palha (RGE 78)
- 1961 - Sambas de ontem e de hoje (RGE LP)
- 1962 - Outros sambas de ontem e de hoje (RGE LP)
- 1963 - Mais sambas de ontem e de hoje (RGE LP)
- 1964 - A nova bossa e o violão (RGE LP)
- 1965 - O fino do violão (RGE LP)
- 1966 - Sambas e marchas da nova geração (RGE LP)
- 1967 - Paulinho Nogueira (RGE LP)
- 1968 - Um festival de violão (RGE LP)
- 1970 - Paulinho Nogueira canta suas composições (RGE LP)
- 1972 - Dez bilhões de neurônios (Continental LP)
- 1973 - Paulinho Nogueira, violão e samba (Continental 10.108)
- 1974 - Simplesmente (Continental LP)
- 1975 - Moda de craviola (Continental LP)
- 1976 - Antologia do violão (Philips LP)
- 1979 - Nas asas do moinho (Alequim LP)
- 1980 - O fino do violão volume 2 (Bandeirantes/WEA LP)
- 1981 - Tom Jobim – Retrospectiva (Cristal/WEA LP)
- 1983 - Água branca (Eldorado LP)
- 1986 - Tons e semitons (Independente LP)
- 1992 - Late night guitar - The brazilian sound of Paulinho Nogueira (CD)
- 1995 - Coração violão (Movieplay CD)
- 1996 - Brasil musical - Série música viva - Paulinho Nogueira e Alemã (Tom Brasil CD)
- 1999 - Sempre amigos (Movieplay CD)
- 2002 - Chico Buarque - Primeiras composições (Trama CD)

## Bibliographie

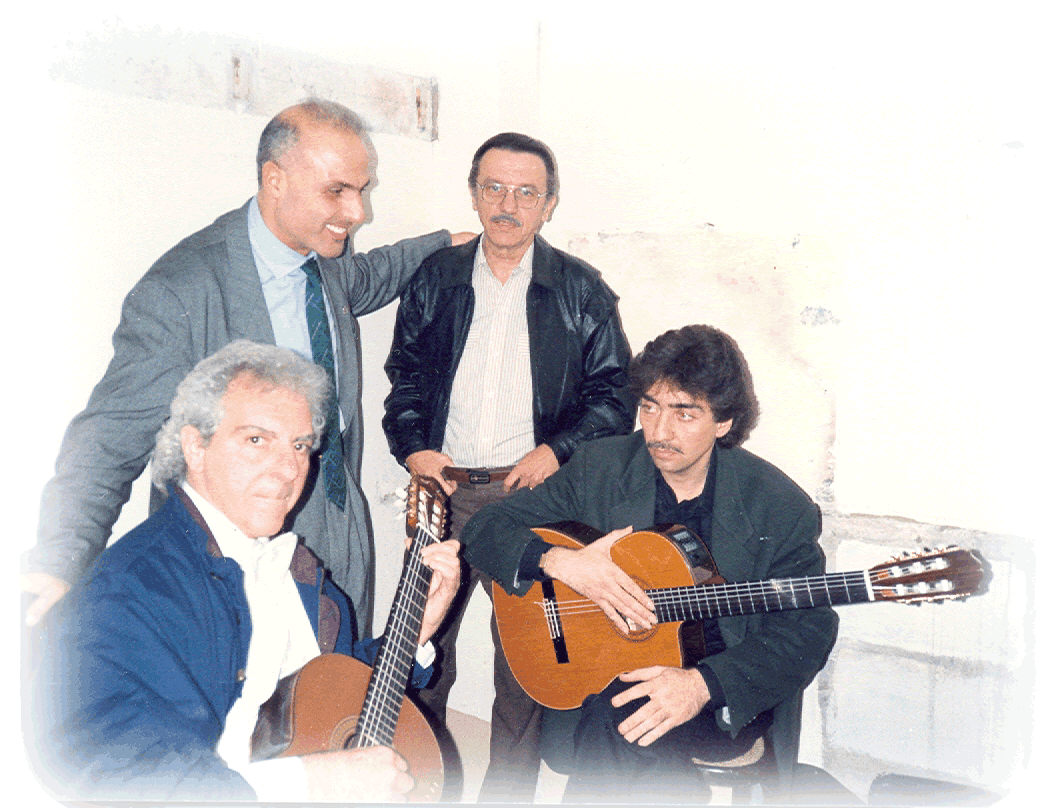
Paulinho Nogueira et Gildo De Stefano au Festival international de guitare

## Note
1. ↑  Gildo De Stefano, "Il popolo del samba", Roma 2005